# Karesansui

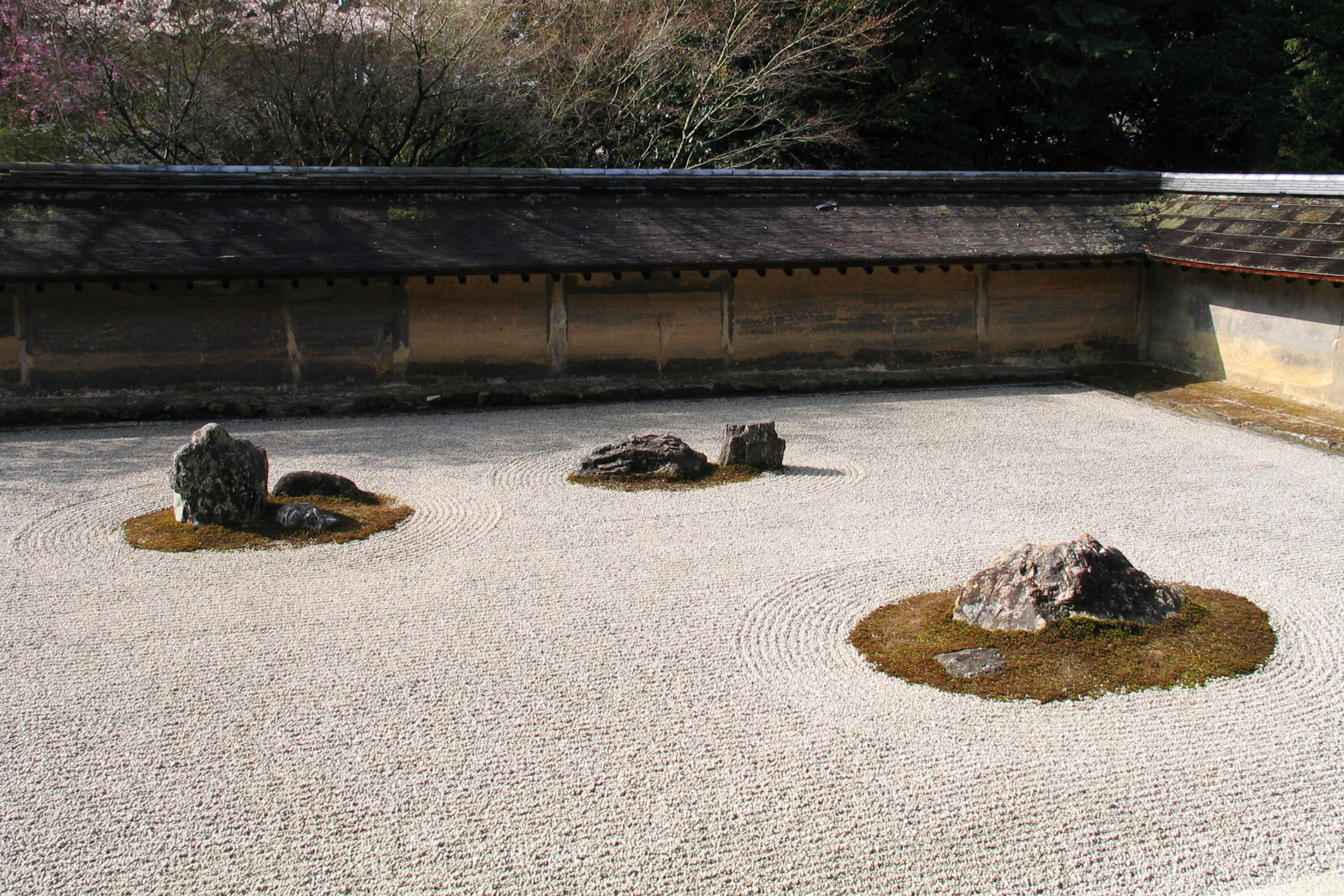
Karesansui del templo Ryōan-ji.

El jardín seco japonés, o karesansui (枯山水 karesansui?), también conocido como jardín zen, es un estilo de jardín japonés que consiste en un campo de arena poco profunda y que contiene arena, grava, rocas y ocasionalmente hierba, musgo, pasto y otros elementos naturales, simulando el agua y las montañas. Son utilizados como forma de meditación por los monjes Zen japoneses. Se engloba dentro de la tipología del «jardín plano» (hiraniwa), contrapuesta al «jardín de colinas y lagos» (tsukiyama).
Son jardines-escena, y por tanto de dimensiones limitadas (como mucho 10x30 metros). La arena rastrillada representa el mar, en torno a las rocas se rastrilla en anillos, como si estas formaran ondulaciones en el agua. En el resto del jardín, se rastrilla en paralelo a la plataforma. Estos jardines son creados para su contemplación, generalmente desde una terraza o plataforma superior, pero no para pasear por ellos.

## Historia delkaresansui
Durante el Período Kamakura, en el sigo XIII, los jardineros japoneses adoptaron con entusiasmo las últimas tendencias chinas. En esos momentos, la pintura china favorecía el estilo de tintas monocromas Suiboku-ga, con su énfasis en la expresión controlada. En la imitación de este estilo pictórico, se colocaban, especialmente en grupos, rocas características, simbolizando las montañas que se elevan sobre espacios de arena blanca, que a su vez simbolizaban el océano. Este estilo se llama Karesansui (paisaje árido), y se convirtió en un ideal durante el Período Muromachi (siglos XIV y XV). El estilo Karesansui fue adoptado fundamentalmente por los templos Zen, que tienen influencia del budismo y es donde los monjes se encontraban a meditar. Los ideales básicos eran:
- Yugen: la simplicidad elegante y la expresión de ideas a través de la alusión.
- Yohaku no bi: la belleza del vacío —así como en música se valoran los silencios—. Tiene relación con el taoísmo, según el cual el vacío es la parte esencial de las cosas —un vaso no es el cristal, sino el vacío de su interior—.

En el período Azuchi-Momoyama (1574-1599) se introdujeron algunas variaciones:
- Talla de rocas: se permite introducir piedras talladas en los jardines secos —antes sólo piedras naturales—.
- O-karikomi: práctica que consiste en recortar árboles y plantas dándole formas. Se recortan en setos temas como El barco del tesoro o La isla Horai.

En el siglo XX arquitectos como Shigemori Mirei siguieron realizando jardines karesansui en templos Zen:
- Zuiho-In (1938)
- Tofuku-Ji

## Karesansuidel Templo Ryōan-ji
El karesansui más famoso se encuentra en el templo de Ryōan-ji, que se encuentra situado al noroeste de Kioto. El jardín de roca se añadió al templo a finales del siglo XV, con el fin de proveer de un lugar a los monjes para su meditación. Se dice que dicho jardín tiene un efecto tranquilizador. El autor fue un monje llamado Sōami, y está compuesto por un total de quince rocas de distinto tamaño, sobre una superficie rectangular de arena blanca.

## Interpretaciones
Ha habido muchas interpretaciones para explicar la distribución de un karesansui. Algunas de estas interpretaciones son:
- La grava representa el océano y las rocas representan las islas de Japón.
- Las rocas representan a la tigresa con sus cachorros, nadando hacia un dragón.
- Las rocas forman parte del kanji 心, cuyo significado es corazón, espíritu o mente.
- Las rocas serían los picos de unas montañas sobre un mar de niebla.[6]

Una explicación reciente dada por los investigadores Gert van Tonder de la Universidad de Kioto y  Michael J. Lyons del Laboratorio de Inteligencia Robótica y Comunicaciones ATR dice que las rocas de Ryōan-ji forman un mensaje subliminal de un árbol. Esta imagen no puede ser percibida conscientemente cuando se las mira; sin embargo, los investigadores opinan que el subconsciente es capaz de percibir la sutil asociación en las piedras y creen que es el responsable del efecto tranquilizador de este tipo de jardines.
El concepto del diseño del karesansui se ha ido adaptando a la creación de un entorno más natural.
La orientación del jardín para el relax debe encarar el Este, la arena que representa la paz del mar es la que debe estar mirando hacia la salida del sol.

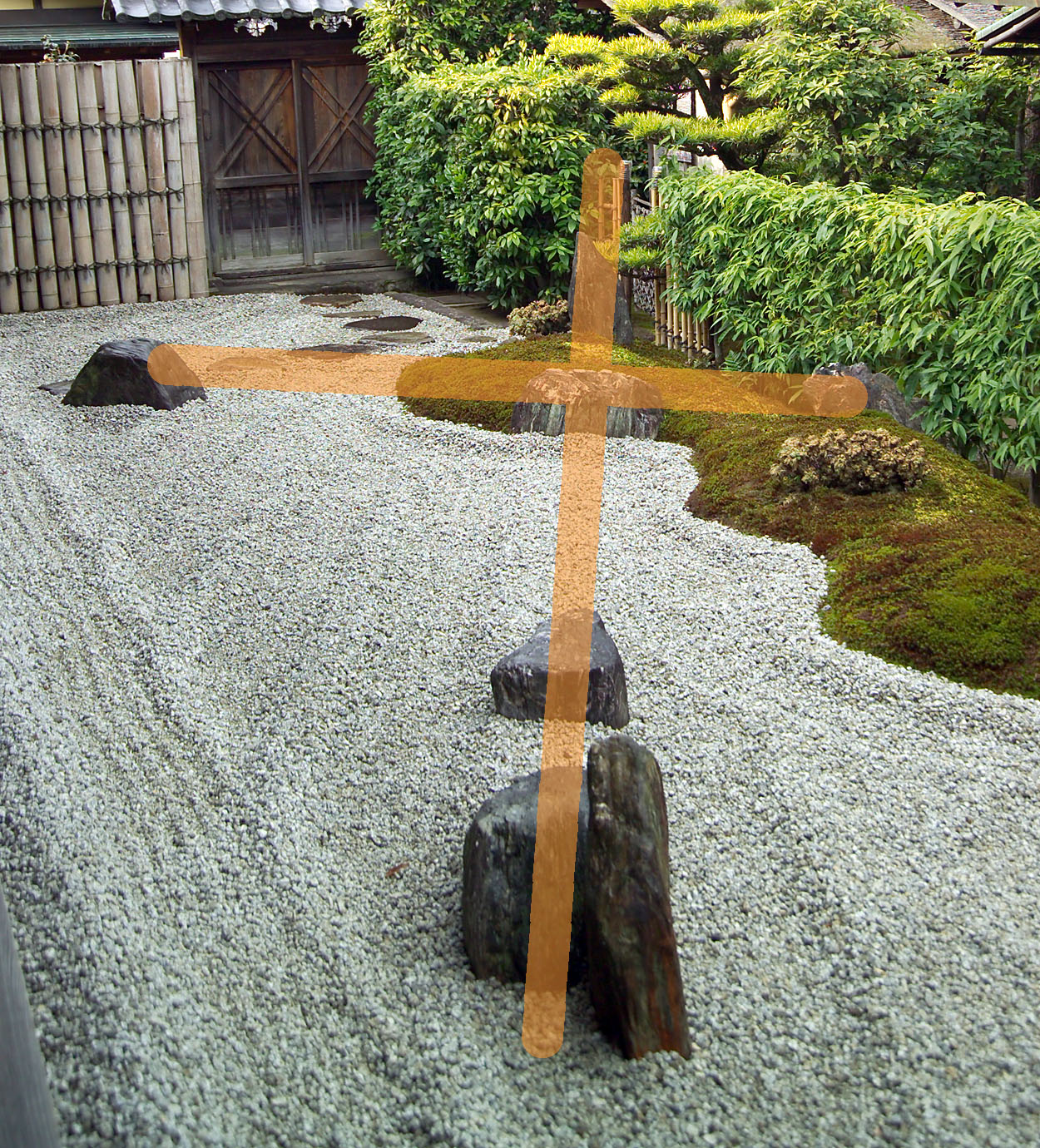
Asociación de una cruz en el jardín Zuiho-in del templo Daitoku-ji en Kioto, obra de 1938 del arquitecto Sighemori Mirei.

## Composición y significado
Consiste en un campo de arena rastrillada poco profunda y que contiene arena, grava, rocas representando el mar que alrededor de las rocas se rastrillan en anillos de forma que se quiere lograr una interpretación del movimiento natural y ocasionalmente hierba, musgo y otros elementos naturales están presentes. Son utilizados como forma de meditación por los monjes Zen japoneses. A partir de su contemplación se puede llegar al satori, que viene siendo el nirvana japonés. El arte de paisaje es el arte de engañar al ojo. No hay agua pero no hace falta su presencia porque simbólicamente está presente.

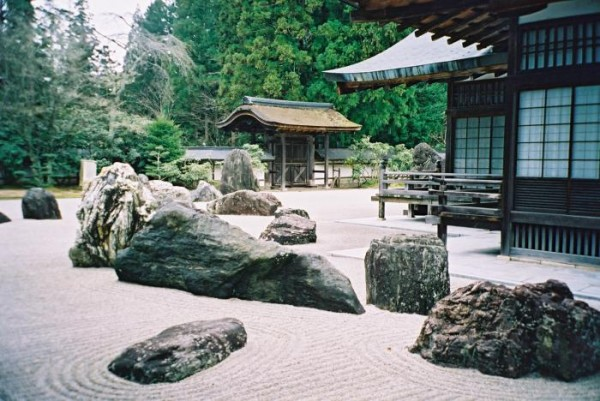

A diferencia de los demás jardines japoneses estos jardines son creados para ser contemplados desde una plataforma. Los monjes zen por otro lado para meditar utilizaban estos jardines para llegar a una concentración absoluta en donde se colocaban sobre las rocas de manera estratégica y la mente, cuerpo y entorno se unían mientras intentaban interpretar el paisaje externo consiguiendo así adentrarse espiritualmente a un lugar donde las rocas son montañas y la grava son ríos y mares.

## Críticas
El concepto de jardín Zen es considerado un mito por muchos críticos, y entre ellos por expertos en jardinería y budismo japoneses. Opinan que es una creación occidental de finales del siglo XX que no tiene fundamento en la jardinería japonesa.[cita requerida] Lo que sí existe es, por supuesto, la estética del karesansui o «jardín seco», que no es en modo alguno exclusiva de los jardines adyacentes a los templos Zen. Los jardines secos pueden hallarse junto a casas, restaurantes y posadas. De igual manera, en torno a los templos Zen se encuentran jardines de distintos estilos, sin que los jardines secos sean más que uno de esos estilos.
El término «jardín Zen» apareció en un libro llamado One Hundred Kyoto Gardens publicado en 1935, escrito por Loraine Kuck en inglés. El primer uso en el idioma japonés de este término no se registra hasta 1958. De esto puede deducirse que algunos estudiosos japoneses de la posguerra se limitaron a adoptar una innovación occidental, aceptando el concepto de jardín Zen porque ya se había difundido entre los extranjeros.
El libro de Wybe Kuiterts Themes, Scenes & Taste in the History of Japanese Garden Art, publicado en 1988, propone un importante argumento en contra de la correlación entre el Zen y el karesansui: 

Kuck entremezcla su interpretación históricamente determinada (siglo XX) del jardín Zen con la de un jardín antiguo proveniente de un contexto cultural completamente diferente. Su interpretación resulta así invalidada... (el jardín medieval) encontró su lugar en templos Zen y en hogares de guerreros porque mejoraba su entorno cultural. Es cuestionable que su apreciación responda a una emoción religiosa, antes que a una apreciación por la forma.

Kuiterts enmarca además adecuadamente el karesansui en la perspectiva budista: "(de acuerdo a Dogen) el mejor jardín para representar la Doctrina de Buda sería la nada. Al menos, no sería un jardín cuyo atractivo estético distrajera de la búsqueda verdadera de la Iluminación." Kuiterts expone más críticas al traducir los comentarios de un monje, en la era Muromachi, en Tō-ji: "La gente que practica Zen no debería construir jardines. En el sutra dice que Bodhisattva Makatsu, quien deseaba meditar, primero abandonó la mundana vida de hacer negocios y generar riquezas, así como abandonó la tarea de cosechar vegetales...".
La creencia de que los monjes Zen utilizan los jardines para meditar se ve desmentida por el hecho de que en Japón los monjes Zen casi siempre meditan en interiores, de cara a una pared (Soto Zen) o al centro del cuarto (Rinzai Zen), nunca mirando a exteriores. Las fotos de monjes japoneses meditando en jardines secos son eventos preparados.

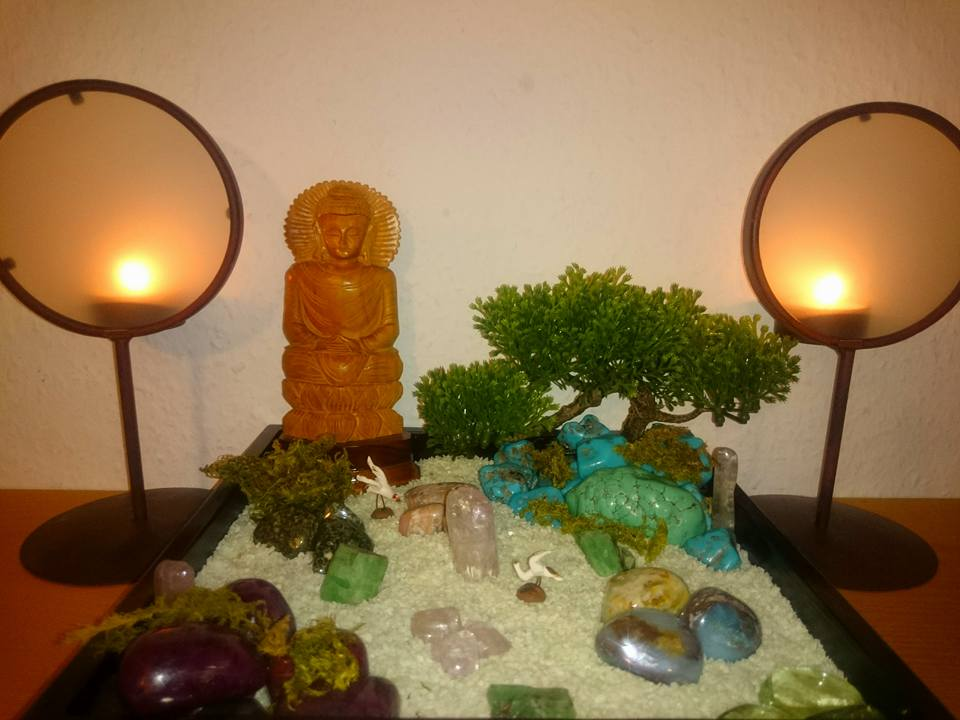
Jardín de rocas en miniatura doméstico. Muestra una estatua Buda, un árbol Bonsái y varias piedras preciosas.

Sin embargo, estos comentarios críticos asumen una interpretación muy literal del jardín Zen. El término refleja el hecho de que ese estilo de jardín se desarrolló en los templos del Rinzai Zen, siendo algunos de los diseñadores históricamente más relevantes, como Muso Soseki y Soami, monjes o practicantes del Zen. Además el estilo de los jardines Zen tradicionales se desarrolló durante un período de la historia japonesa en el que las prácticas culturales asociadas con el Budismo Zen —como la caligrafía y la pintura de paisajes— tenían una influencia creciente sobre el arte japonés en su conjunto. Esta amplia influencia sobre la cultura japonesa es la razón de que este estilo de jardinería, que tuvo efectivamente su origen en templos Zen, haya llegado a encontrarse en casas, negocios y restaurantes.
Aunque hay una gran variedad de opiniones sobre el valor de estos jardines para la práctica budista, es incorrecto negar que su desarrollo está estrechamente asociado a los templos del Rinzai Zen, particularmente los grandes complejos religiosos de Kioto.

## Jardines Conocidos
Templo Ryōan-ji

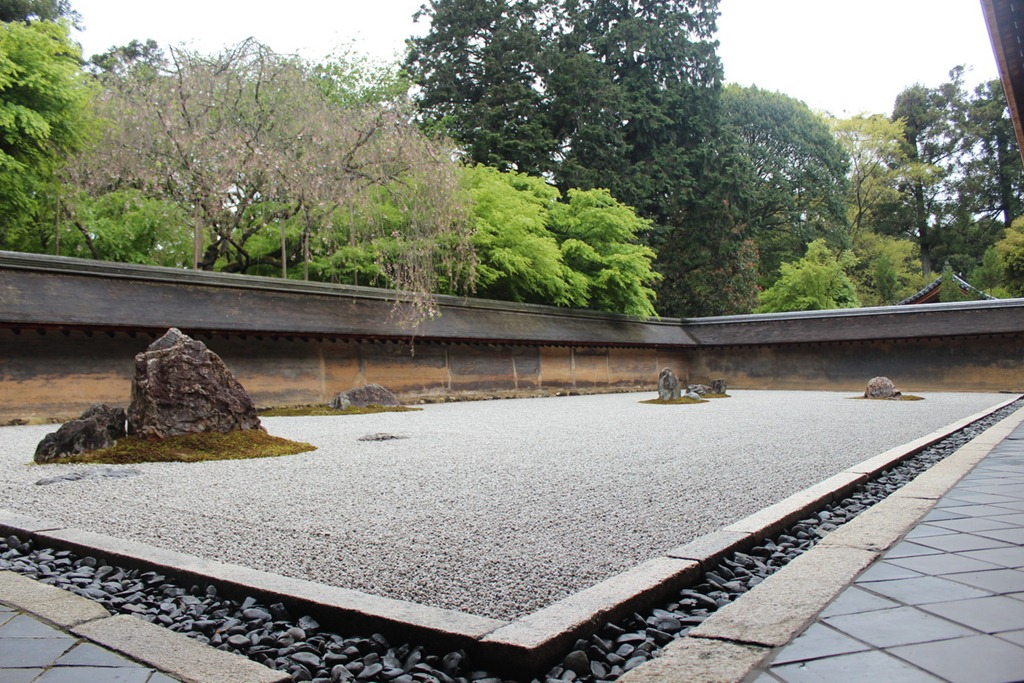

El karesansui más conocido, ubicado en Kioto. El jardín de roca se agrega con la finalidad de ofrecerle a los monjes un lugar de meditación en el siglo XV. Se dice que dicho jardín tiene un efecto tranquilizador y de paz, esto se debe a que en Japón es muy importante la altura del punto de vista, la perspectiva es importante a la hora de la composición, en caso de este jardín, aunque haya 15 piedras distribuidas dependiendo del punto en el cual el usuario se ubique no se pueden ver simultáneamente. Si se llegan a ver todas simultáneamente entonces es porque se ha llegado un nivel espiritual en donde no hay barreras visuales ni mentales. 
Daisen-in

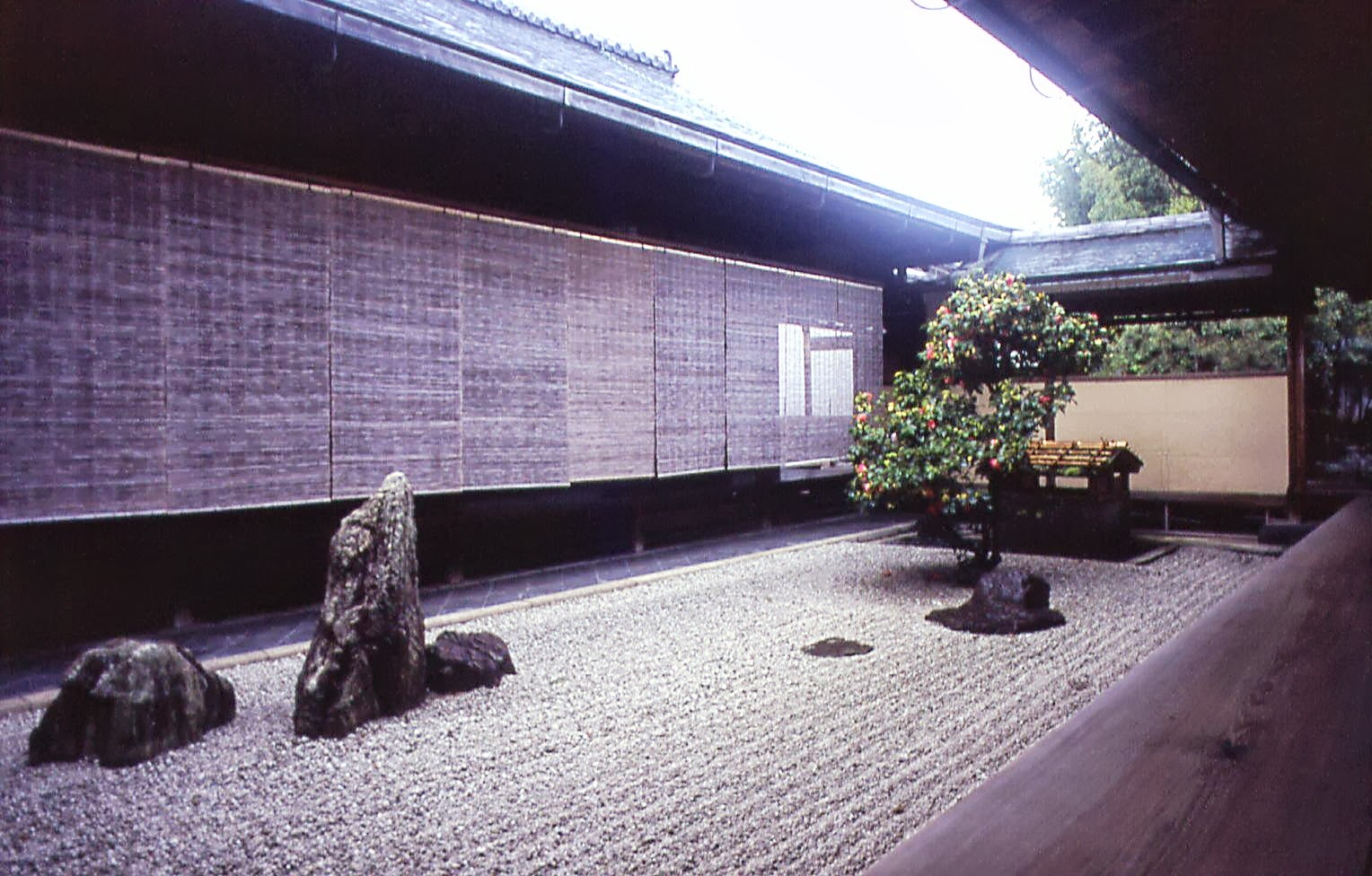

Se construyó casi simultáneamente con la residencia del abad del templo, finalizada en 1513 pocos años después de que se fundase su congregación, un jardín de complejidad visual y sofisticación técnica como Daisen-in. Iba mucho más allá de sugerir composiciones semejantes a las pinturas paisajísticas chinas sino que se inspiraba de un paisaje real montañoso. 
Los jardines secos no están hechos para caminar sobre ellos sino para ser apreciados, las rocas utilizadas son más naturalizadas e incluso debido a la humedad que ocasiona el agua va moldeándolas en sus composiciones.